# Some Time in New York City
Some Time in New York City (englisch ‚Bei Gelegenheit in New York City‘) ist das dritte Solo-Studioalbum von John Lennon nach der Trennung der Beatles. Gleichzeitig ist es einschließlich der drei Avantgarde-Alben mit seiner Frau Yoko Ono und des Livealbums der Plastic Ono Band das insgesamt siebte Album John Lennons und das fünfte Album mit Yoko Ono. Gleichzeitig ist es auch das siebte Album von Yoko Ono. Es wurde am 12. Juni 1972 in den USA und am 15. September 1972 in Großbritannien veröffentlicht.
Als Interpreten wurden auf dem Cover John and Yoko/Plastic Ono Band with Elephants Memory and Invisible Strings angegeben.
Some Time In New York City gilt als das politischste Werk von John Lennon.

## Entstehungsgeschichte

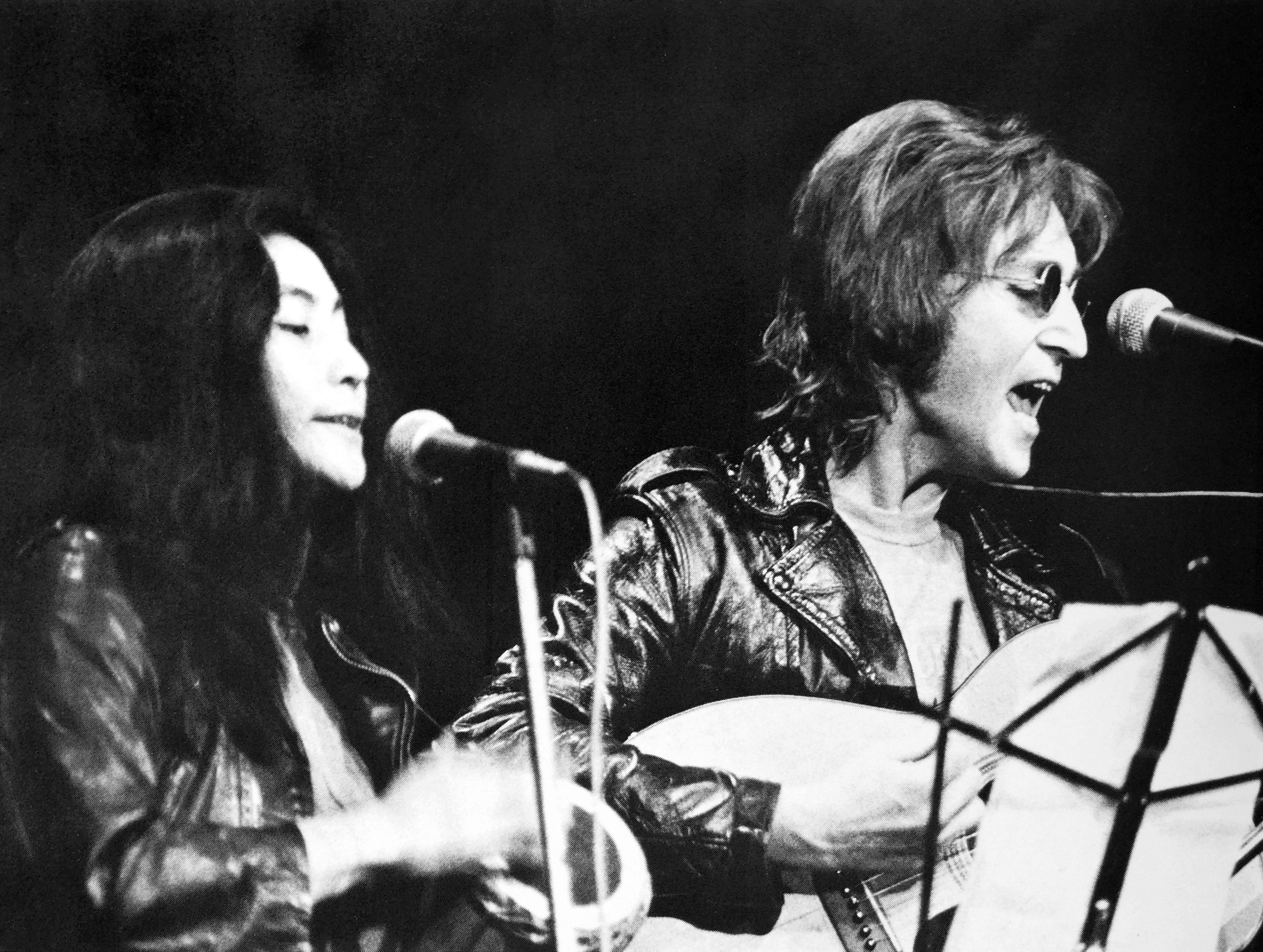
Yoko Ono und John Lennon am 10. Dezember 1971 in der University of Michigan

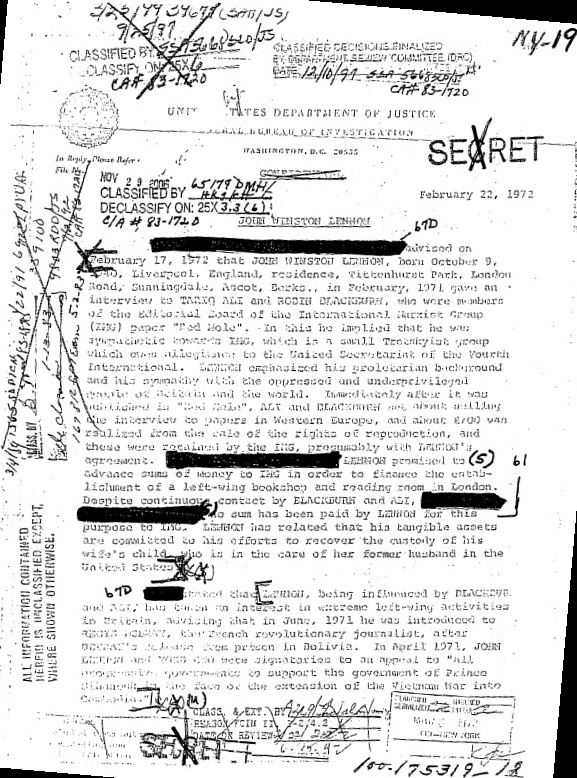
Zensierter Brief von J. Edgar Hoover betreffend der FBI-Überwachung von John Lennon

Am 3. September 1971 verließen John Lennon und Yoko Ono Großbritannien und flogen nach New York, und checkten im St Regis Hotel ein, von wo aus sie mehrere künstlerische Projekte begannen. Bis zum November 1971 erfolgte ein Umzug nach Greenwich Village in die 105 Bank Street.
Als erstes musikalisches Projekt nahmen sie vom 28. bis zum 31. Oktober 1971 mit dem Produzenten Phil Spector und den Musikern Jim Keltner (Schlagzeug), Klaus Voormann (Bass), Nicky Hopkins (Keyboard) und dem Harlem Community Choir folgende Weihnachtssingle auf:
Happy Xmas (War Is Over) / Listen, the Snow is Falling (John & Yoko/Plastic Ono Band with the Harlem Community Choir – Erscheinungsdatum: 6. Dezember 1971 [Großbritannien: 24. November 1972])

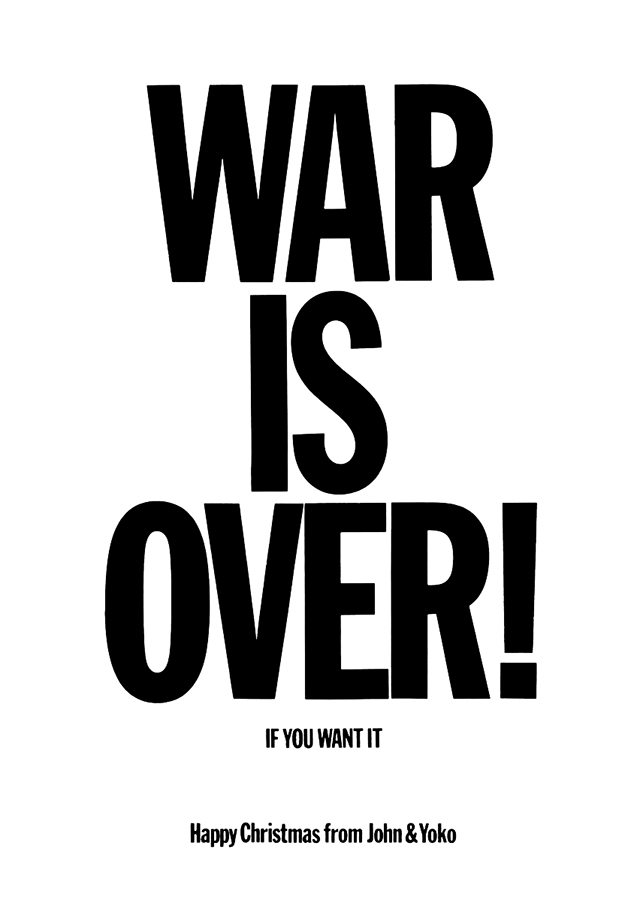
Der von John Kosh gestaltete Schriftzug der Friedenskampagne aus dem Jahr 1969

Die Single war in den USA, im Gegensatz zu Großbritannien, wo sie ein Jahr später veröffentlicht wurde, kommerziell nicht erfolgreich, etablierte sich aber in kommenden Jahren zu einem der meistgespielten Weihnachtslieder. Der Text basiert auf dem Slogan einer Antikriegs-Kampagne von John Lennon und Yoko Ono aus dem Dezember 1969. Die Zeile “War is over, if you want it, war is over, now!” die im Hintergrund vom Chor gesungen wird, stammt aus dieser Kampagne.
John Lennon und Yoko Ono sahen sich in den USA mit verschiedenen politischen Problemen konfrontiert. Das hatte zur Folge, dass sich das Paar intensiv damit auseinandersetzte und diese Einflüsse in ihren Texten verarbeiteten; als weiteres Thema wurde der damalige Nordirlandkonflikt aufgegriffen. Die Texte der Neukompositionen wichen von den allgemeinen Friedensbotschaften wie bei Give Peace a Chance und Happy Xmas (War is Over) ab, hin zu speziellen Themen, die auf aktuellen Anlässen beruhten, die Lennons ließen sich in dieser Zeit unter anderen von Jerry Rubin und David Peel politisch beeinflussen.
John Lennon und Yoko Ono traten am 10. Dezember 1971 in der University of Michigan in der Crisler Arena in Ann Arbor mit einer eigens dafür zusammengestellten Band bei der John Sinclair Freedom Rally auf. Bei diesem Auftritt wurden folgende Lieder erstmals live vorgestellt: Attica State, The Luck of the Irish, Sister O Sister und John Sinclair.
Grund der Veranstaltung war die Inhaftierung von John Sinclair, der ein US-amerikanischer Dichter und Schriftsteller ist und ehemaliger Manager der MC5 und Vorsitzender der White Panther Party war. Er wurde im Juli 1969 zu zehn Jahren Haft verurteilt, weil er zwei Joints an verdeckte Ermittler der Polizei verkaufte. Lennon fordert in diesem Stück Sinclairs Freilassung und kritisiert in seinem Text die CIA und den Vietnamkrieg. (“…if he he’d been a soldier man, shooting gooks in Vietnam, if he was the CIA, selling dope and making haye, he’d be free…”).
Die Grundlage für Attica State bildet die Revolte der Insassen der Attica Correctional Facility im Jahr 1971. Die Häftlinge verlangten bessere Lebensbedingungen. Am 9. September 1971 nahmen die Insassen 33 Wärter als Geiseln als Reaktion auf den Tod von George Jackson, einem der Gefangenen in der Haftanstalt. Bei der gewaltsamen Beendigung der Geiselnahme kamen 39 Menschen ums Leben.
The Luck of the Irish behandelt das Thema Nordirland, und Lennon findet harsche Worte für die britische Politik (“…if you had the luck of the Irish, you’d be sorry and wish you were dead, you should have the luck of the Irish, and you’d wish you was English instead…”). Die Briten marschierten dort ein und „vergewaltigten“ das Land (“…was raped by the British brigands…”). Weiterhin warf John Lennon den Engländern vor Völkermord zu begehen (“As the bastards commit genocide! Aye! Aye! Genocide!”).
In Sisters O Sisters, hauptsächlich geschrieben von Yoko Ono, verlangt Ono, dass sich die Frauen erheben sollen (“…let’s stand up right now…”). Es handelt somit auch von der Unterdrückung der Frau.
Die live eingesungenen Lieder The Luck of the Irish und John Sinclair wurden im November 1998 auf dem Kompilationsalbum John Lennon Anthology veröffentlicht. Die Liveversion von Attica State erschien im September 2006 auf dem Album The U.S. vs. John Lennon.
Am 16. Dezember 1971 wurden die vier Lieder erneut während der David Frost Show im US-amerikanischen Fernsehen aufgeführt, die Ausstrahlung erfolgte am 13. Januar 1972. Einen Tag später am 17. Dezember 1971 erfolgte ein weiterer Auftritt der Lennons während des Attica State Benefit im Apollo Theatre in New York City, wo sie Attica State und Imagine sangen, beide Liveversionen wurden ebenfalls auf der John Lennon Anthology veröffentlicht. Vom 14. Januar bis zum 28. Januar 1972 folgten fünf Auftritte mit der Band Elephant’s Memory in der Mike Douglas Show, die Ausstrahlung im US-amerikanischen Fernsehen erfolgte vom 14. bis zum 18. Februar 1972.
John Lennon und Yoko Ono beschlossen gemeinsam ein Album aufzunehmen, das überwiegend politische Texte beinhaltet. Für Some Time in New York City engagierten John Lennon, Yoko Ono und Phil Spector die Elephant’s Memory Band und Jim Keltner als Studiomusiker, die Aufnahmen fanden von Februar bis März 1972 statt. Während dieser Zeit bekam Lennon Probleme mit der Aufenthaltsgenehmigung in den USA, es drohte ihm eine Ausweisung, Grund waren die wachsenden Befürchtungen der Nixon-Administration vor einem „radikalisierenden“ Künstler John Lennon. In dieser Zeit wurde Lennon vom FBI überwacht.
Am 20. März 1972 wurden die Aufnahmen beendet, aber eine Veröffentlichung verzögerte sich aufgrund von musikrechtlichen Problemen der Firmen Maclen (Firma von John Lennon und Paul McCartney) und Ono Music (Firma von John Lennon und Yoko Ono). Hinzu kam, dass der Manager von John Lennon, Allen Klein, nicht wollte, dass das Album veröffentlicht werden sollte. Allen Klein befürchtete, dass sich das Album schlecht verkaufen und dass so eine Sonderzahlung von Capitol Records nicht ausgezahlt wird. Bedingung der Sonderzahlung war, dass die beiden letzten Soloalben von Ex-Beatles, die vor dem 31. August 1972 veröffentlicht werden, mindestens 500.000 Exemplare in den USA verkaufen müssten. Some Time in New York City wurde in den USA am 15. Juni 1972 veröffentlicht und verkaufte dort weniger als 200.000 Exemplare und war somit das kommerziell erfolgloseste Studio-Album John Lennons zu Lebzeiten. In Europa verkaufte sich das Album im Vergleich zum Vorgänger-Album Imagine ebenfalls schlecht, dort wurde das Album erst am 15. September 1972 veröffentlicht. Zu dieser Zeit war die Mehrheit der besungenen Ereignisse nicht mehr aktuell. Ob die politischen Texte oder die Musik vom Publikum nicht angenommen wurden bleibt spekulativ. Die Verkaufszahlen des Albums wurden zusätzlich durch den hohen Preis beeinträchtigt. Obwohl die Live Jam-LP als kostenloses Bonusalbum gedacht war, erhielt sie eine separate Katalognummer, die den Preis des Doppelalbums erhöhte.
Das Album beinhaltete neben den vier vorher erwähnten Liedern Attica State, The Luck of the Irish, Sisters, O Sisters und John Sinclair noch folgende Musikstücke:
- In Woman Is the Nigger of the World moniert Lennon die Missstände um das Thema „Frau“. Er bezeichnete seine Jugend später als chauvinistisch, dies änderte sich seiner Meinung aber, als er Yoko Ono kennenlernte.[6]
- Das Yoko Ono-Lied Born in a Prison gibt die sozialkritische Meinung der Autorin wider, in der das Leben mit einem Gefängnisaufenthalt verglichen wird.[7]
- In New York City beschreibt Lennon die Erlebnisse und Begegnungen des Paars die der Umzug nach New York mit sich brachte. Namentlich genannt werden David Peel und Jerry Rubin, mit denen das Paar musikalisch und politisch aktiv waren.[8]
- In Sunday Bloody Sunday beschreibt John Lennon seine Gedanken zum sogenannten Blutsonntag[9] am 30. Januar 1972 in Nordirland, bei dem 13 Demonstranten von britischen Fallschirmjägern erschossen wurden.[10]
- Angela wurde gemeinsam von John Lennon und Yoko Ono geschrieben und handelt von Angela Davis, die eine politische Aktivistin in den USA ist und die im Jahr 1970 wegen angeblicher Beteiligung an einer Gefangenenbefreiung verhaftet wurde. Angela war Lennons und Onos Beitrag für die „Free Angela Davis“-Kampagne.[11]
- In Yoko Onos We’re All Water geht es um die scheinbaren Unterschiede zwischen den Menschen, die bei näherer Betrachtung nur oberflächlich sind, so unterscheiden sich Mao Zedong und Richard Nixon nur wenig, nachdem man sie entkleidet hat. (“…there may not be much difference between chairman Mao and Richard Nixon, if we strip them naked…”).

Nach Beendigung der Aufnahmen hatten John Lennon und Yoko Ono mit der Elephant’s Memory am 11. Mai 1972 einen Auftritt in der Dick Cavett Show, es folgten am 30. August 1972 zwei Konzerte im Madison Square Garden in New York unter dem Titel One to One-Konzert, das entsprechende Livealbum Live in New York City erschien erst im Januar 1986. Der letzte gemeinsame Auftritt mit der Elephant’s Memory erfolgte am 6. September 1972 während der Benefiz-TV-Show Jerry Lewis Muscular Dystrophy Telethon wo sie drei Lieder spielten. Die letzten gemeinsamen Studioaufnahmen mit der Elephant’s Memory Band erfolgten im Oktober/November 1972 für das Yoko-Ono-Doppelalbum Approximately Infinite Universe, das von John Lennon und Yoko Ono produziert wurde.
John Lennon produzierte ebenfalls im Januar/Februar 1972 das Album The Pope Smokes Dope für David Peel (Veröffentlichung: April 1972) sowie im April/Mai 1972 das Album Elephant’s Memory der Elephant’s Memory Band (Veröffentlichung: September 1972), bei beiden Alben wirkte er auch teilweise als Musiker mit.
Während der Aufnahmen zu Some Time in New York City wurden noch Rock-’n’-Roll-Titel sowie das Lied Down In the Caribbean aufgenommen. Die Lieder sind auf Bootlegs veröffentlicht worden.
John Lennon sagte 1975, dass die öffentliche Reaktion auf Some Time In New York City negative Auswirkungen auf seine Arbeit hatte: „Es hat es fast ruiniert. Es wurde Journalismus und nicht Poesie. Und ich fühle mich grundsätzlich als Dichter.“
Das nächste gemeinsame Album von John Lennon und Yoko Ono erschien mit Double Fantasy im November 1980.

## Live Jam
Ursprünglich war es geplant die beiden aufgeführten Liveauftritte als ein separates Album unter dem Titel Live Jam zu veröffentlichen, schließlich wurde es aber mit dem Studioalbum Some Time in New York City kombiniert.
Auftritt vom 15. Dezember 1969

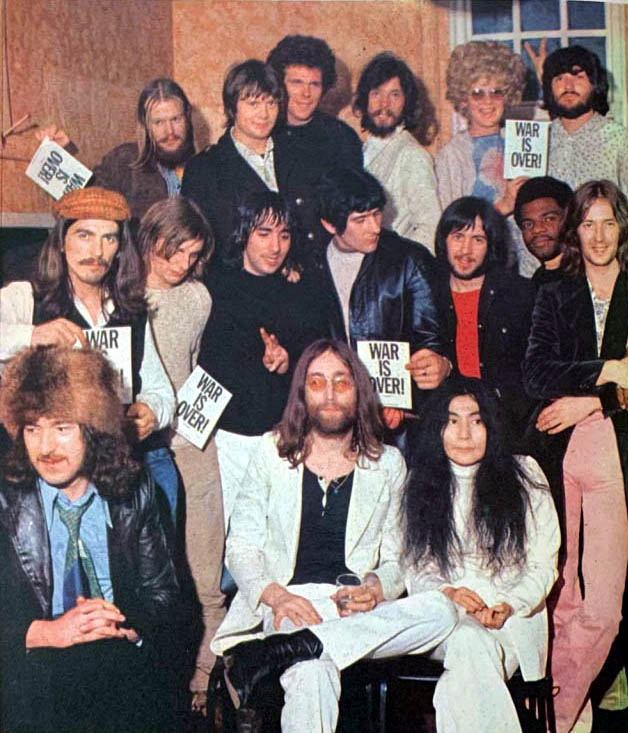
Plastic Ono Supergroup in London am 15. Dezember 1969

Das Album enthält auf Seite 3 zusätzlich den Konzertmitschnitt der Plastic Ono Band im Lyceum Ballroom in London vom 15. Dezember 1969, das unter dem Motto peace for christmas (Benefit for UNICEF) stand. Im November 1969 hatte UNICEF angekündigt, dass die Plastic Ono Band bei der Veranstaltung auftreten würde, was zu diesem Zeitpunkt nicht mit John Lennon und Yoko Ono abgestimmt war, obwohl sie sich anschließend bereit erklärten, daran teilzunehmen, nachdem sie erkannt hatten, dass das Konzert eine nützliche Gelegenheit wäre, ihre Friedenskampagnen bekannter zu machen. Neben der Plastic Ono Band traten noch weitere Künstler auf: die Young Rascals, Desmond Dekker and the Aces, Blue Mink und Black Velvet.
Eric Clapton und George Harrison kamen zum Auftritt mit fast der gesamten Begleitband von Delaney & Bonnie, die zusammen auf Tour waren. So war der Auftritt das erste Mal, dass Lennon und Harrison seit der letzten Show der Beatles am 29. August 1966 bei einem Konzert auftraten. Es war auch das einzige europäische Konzert der Plastic Ono Band, die Musikgruppenbezeichnung lautete bei dem Auftritt Plastic Ono Supergroup.
Lennon sagte dazu: „Ich fand es fantastisch. Ich war wirklich begeistert. Wir machten die Show und George und Bonnie und Delaney, Billy Preston und die ganzen Leute tauchten auf……und es war wieder wie beim Konzert in Toronto.“
Das Innere des Lyceum Ballroom wurde von Plakaten bedeckt, auf denen stand: WAR IS OVER, if you want it, love John and Yoko. Beim Lied Cold Turkey saß Yoko Ono in einem weißen Sack gehüllt in der Nähe von Lennons Füßen und begab sich später während ihres Auftritts bei Don't Worry Kyoko (Mummy's Only Looking for Her Hand in the Snow) wieder aus dem Sack.
Der Auftritt der Plastic Ono Band wurde von Geoff Emerick mit Peter Bown und John Kurlander auf Vierspurband aufgenommen und zwei Tage später abgemischt.
Besetzung:
- John Lennon: Gesang, E-Gitarre
- Yoko Ono: Gesang
- George Harrison: E-Gitarre
- Eric Clapton: E-Gitarre
- Delaney & Bonnie: Gitarre, Tamburin
- Nicky Hopkins: Elektrisches Klavier

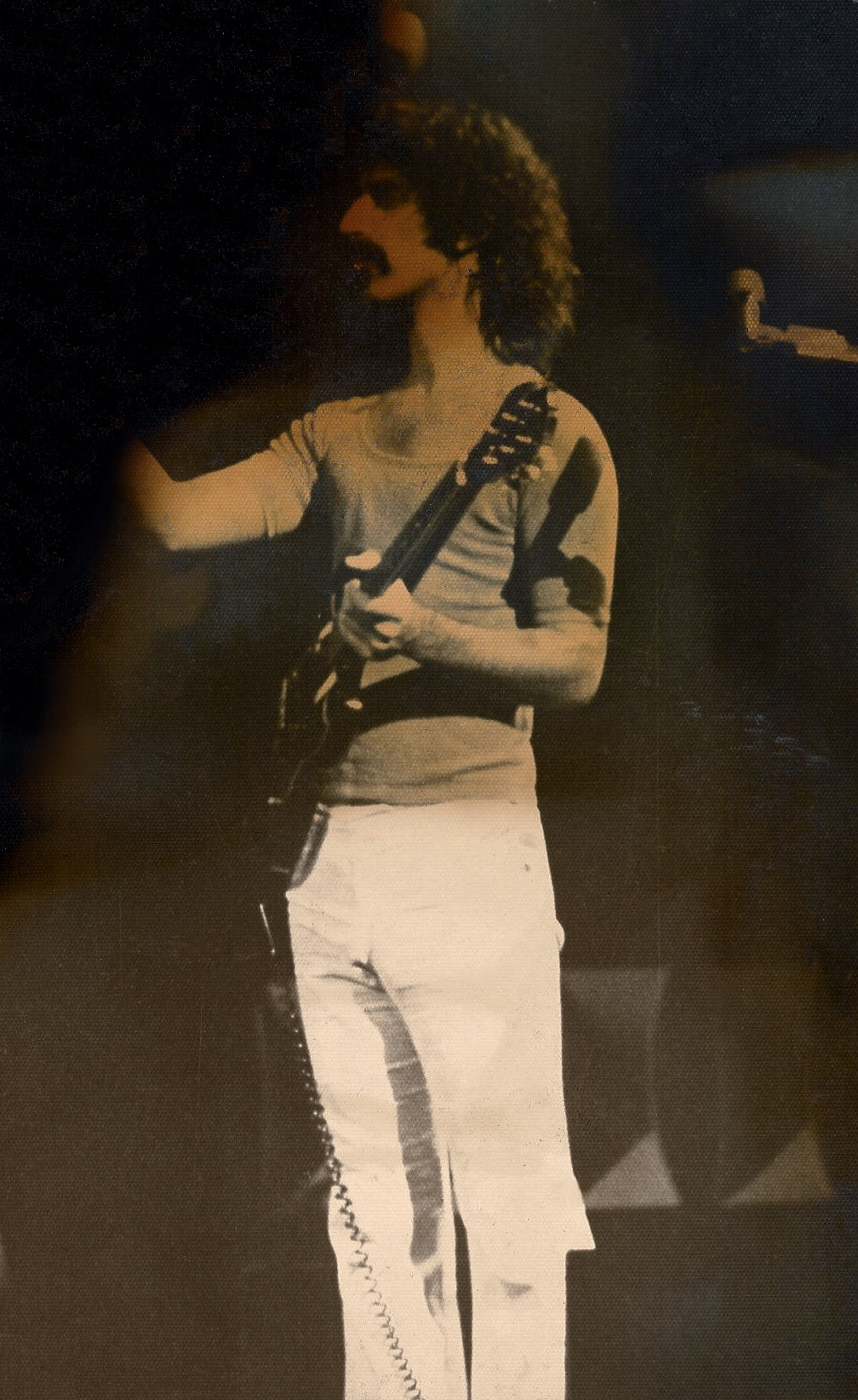
Frank Zappa im Fillmore East einen Tag vor der Aufnahme des Albums, am 5. Juni 1971

- Billy Preston: Orgel
- Bobby Keys: Saxophon
- Jim Price: Trompete
- Klaus Voormann: E-Bass
- Jim Gordon: Schlagzeug
- Keith Moon: Schlagzeug
- Alan White: Schlagzeug

Auftritt vom 6. Juni 1971
Auf der Seite 4 befindet sich der Livemitschnitt eines gemeinsamen Auftritts vom 6. Juni 1971 von John Lennon, Yoko Ono und Frank Zappas Mothers of Invention im Fillmore East in New York. Frank Zappa erinnerte sich 1988 in einem Interview an das Zusammentreffen, zwischen zwei Auftritten im Fillmore East, als er noch schlief, klopfte es an der Hoteltür.
Zappa sagte: „Ich öffnete die Tür und da war dieser Typ von The Village Voice, John Lennon stand neben ihm und dieses Mikrofon zielte auf mein Gesicht und wartete darauf, meinen ersten Atemzug von was auch immer aufzunehmen. Ich sagte: „Komm rein.“ Und das Erste, was John zu mir sagte, war: „Du bist nicht so hässlich, wie du auf deinen Bildern aussiehst.“ Ich dankte ihm sehr und bot ihm einen Stuhl an.“
John Lennon wurde anschließend, aufgrund seines Humors, zu einem gemeinsamen Auftritt von Frank Zappa eingeladen, bei dem auch zwei improvisierte Lieder eingespielt wurden. Die Mothers of Invention nahmen zurzeit im Fillmore East ein Livealbum auf, sodass der Auftritt am 6. Juni ebenfalls aufgenommen wurde. Es wurde nach dem Konzert vereinbart, dass beide Künstlerparteien das Recht hätten ihre Version des Auftritts zu veröffentlichen. Frank Zappa verwendete die Aufnahmen nicht für sein Livealbum Fillmore East, June 1971, das im August 1971 erschien. John Lennon und Yoko Ono bekamen ein Duplikat des Masterbands und mischten und editierten ihre eigene Version. Das Cover von Fillmore East, June 1971 diente als Vorlage für das von John Lennon gestalte Innencover von Live Jam. Im Nachhinein reklamierte Zappa, das seine Komposition King Kong, bei der Yoko Ono „singt“, in Jamrag umbenannt wurde und als Komponisten lediglich Lennon und Ono aufgeführt wurden, sodass er für sein Lied keine Tantiemen erhielt. Zappa veröffentlichte erst 1992 seine abgemischte Version des Auftritts und betitelte Jamrag in Aaawk um und fügte sich als weiteren Komponisten hinzu.
Besetzung:
| - John Lennon: Gesang, E-Gitarre - Frank Zappa: Gesang, E-Gitarre - Yoko Ono: Gesang - Klaus Voormann: Bass, Hintergrundgesang - Jim Pons: Bass, Hintergrundgesang - Howard Kaylan: Hintergrundgesang | - Don Preston: Mini-Moog - Ian Underwood: Keyboard, Hintergrundgesang - Bob Harris: Keyboard, Hintergrundgesang - Mark Volman: Hintergrundgesang - Aynsley Dunbar: Schlagzeug |

## Covergestaltung
Die Covergestaltung erfolgte von John Lennon, Yoko Ono und Al Steckler. Das Coverdesign wurde von Michael Gross gestaltet. Das Cover ist an das Titelblatt der New York Times angelehnt. Einige Songtexte sind wie Zeitungsartikel abgedruckt und werden von Fotos und einer Zeichnung von Toshio Saeki ergänzt.

## Wiederveröffentlichungen
- Die Erstveröffentlichung im CD-Format erfolgte im August 1987. Der CD liegt ein 16-seitiges bebildertes Begleitheft bei, das die Liedtexte und Informationen zum Album beinhaltet.[17]
- Im November 2005 wurde das Album Some Time in New York City als Einzel-CD in einer remasterten und neu abgemischten Version mit zwei Bonusstücken, aber ausschließlich der Liveaufnahmen mit Frank Zappa wiederveröffentlicht (We’re All Water und Don’t Worry Kyoko wurden zusätzlich noch editiert). Die Neuabmischung erfolgte im Jahr 2005 in den Abbey Road Studios unter der Aufsicht von Yoko Ono. Der Remix-Ingenieur war Peter Cobbin. Für das Remastering war Steve Rooke verantwortlich. Projektkoordinator war Allan Rouse. Weitere Liveaufnahmen von Studiotiteln des Albums waren bereits auf dem Boxset John Lennon Anthology veröffentlicht worden. Der CD liegt ein 16-seitiges bebildertes Begleitheft bei, das Information zum Album und die Liedtexte enthält.[18]
- Im Oktober 2010 wurde das Album in einer erneut remasterten Version, diesmal in der originalen Abmischung wiederveröffentlicht, aber wieder mit den Liveaufnahmen mit Frank Zappa, wiederveröffentlicht. Das Remastering fand im Jahr 2010 in den Abbey Road Studios durch Paul Hicks und Sean Magee statt. Projektkoordinator war Allan Rouse. Das Album hat ein doppelt aufklappbares Pappcover, dem ein zwölfseitiges bebildertes Begleitheft beigegelegt ist, das Informationen zum Album und die Liedtexte beinhaltet. Das Design stammt von der Firma Peacock und Karla Merrifield.[19]

## Titelliste
- Seite 1

1. Woman Is the Nigger of the World (Lennon/Ono) – 5:12
2. Sisters, O Sisters (Ono) – 3:45
3. Attica State (Lennon/Ono) – 2:53
4. Born in a Prison (Ono) – 4:05
5. New York City (Lennon) – 4:27

- Seite 2

1. Sunday Bloody Sunday (Lennon/Ono)– 4:58
2. The Luck of the Irish (Lennon/Ono) – 2:55
3. John Sinclair (Lennon) – 3:26
4. Angela (Lennon/Ono) – 4:04
5. We’re All Water (Ono) – 7:10

- Seite 3

1. Cold Turkey (Live) (Lennon) – 8:35
2. Don’t Worry Kyoko (Live) (Ono) – 16:01

- Seite 4

1. Well (Baby Please Don’t Go) (Live Jam) (Walter Ward) – 4:41
2. Jamrag (Live) (Lennon/Ono) – 5:36
3. Scumbag (Live) (Lennon/Ono/Frank Zappa) – 4:08
4. Aü (Live) (Lennon/Ono) – 6:23

## Wiederveröffentlichung von 2005
1. Woman Is the Nigger of the World (Lennon/Ono) – 5:17
2. Sisters, O Sisters (Ono) – 3:48
3. Attica State (Lennon/Ono) – 2:55
4. Born in a Prison (Ono) – 4:05
5. New York City (Lennon) – 4:29
6. Sunday Bloody Sunday (Lennon/Ono) – 5:03
7. The Luck of the Irish (Lennon/Ono) – 2:59
8. John Sinclair (Lennon) – 3:30
9. Angela (Lennon/Ono) – 4:08
10. We’re All Water (Ono) – 5:19
11. Cold Turkey [Live Jam] (John Lennon) – 8:35
12. Don’t Worry Kyoko (Yoko Ono) – 15:20
13. Well (Baby Please Don’t Go) (Walter Ward) – 4:33

Bonustitel
1. Listen, the Snow Is Falling (Ono) – 3:06
2. Happy Xmas (War Is Over) (Lennon/Ono) – 3:34

## Single-Auskopplungen

### Woman Is the Nigger of the World

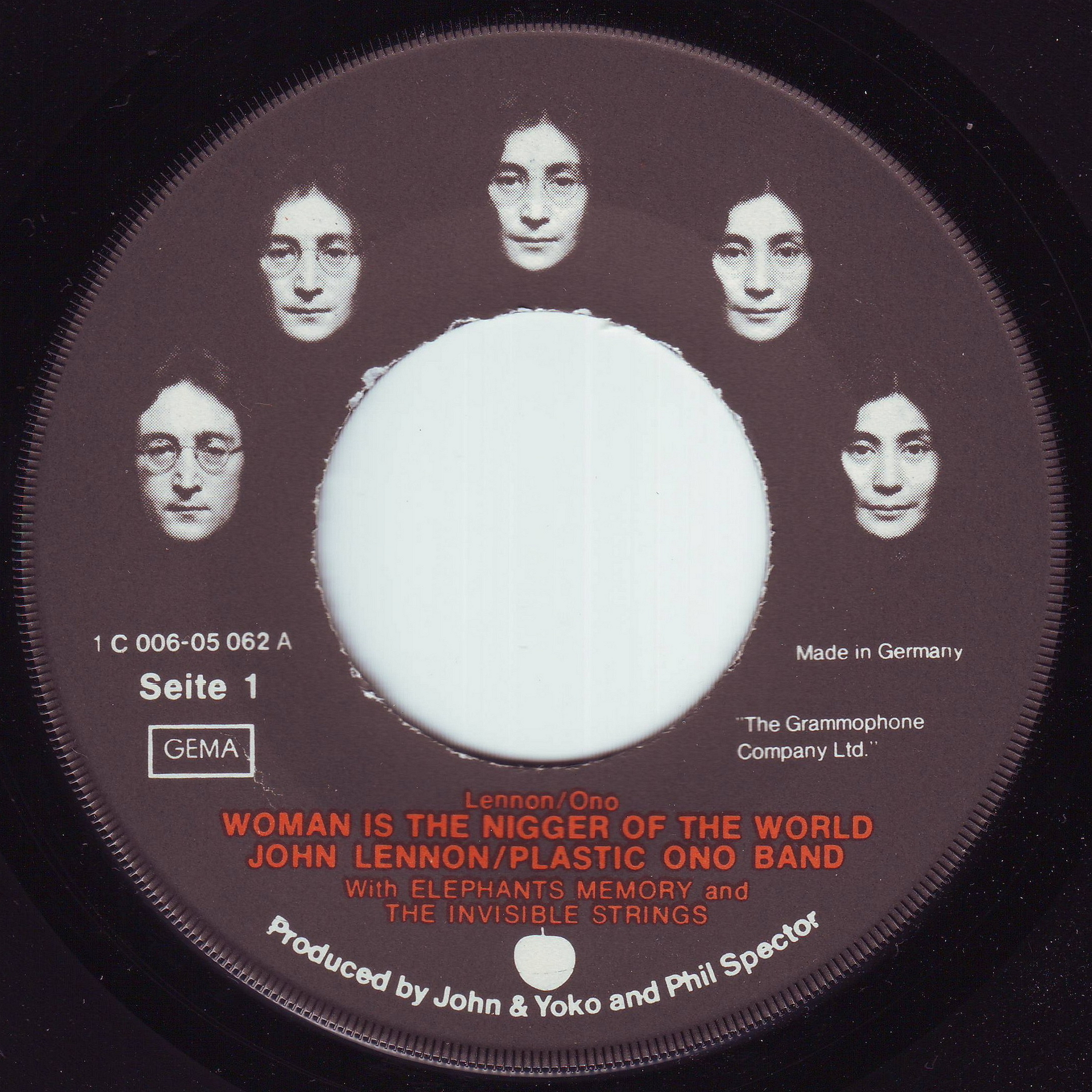
Label von der Single Woman Is the Nigger of the World

Als Single wurde in den USA und Deutschland vorab am 24. April 1972 Woman Is the Nigger of the World / Sister O Sister aus dem Album ausgekoppelt. Eine Veröffentlichung in Großbritannien erfolgte nicht.

### New York City

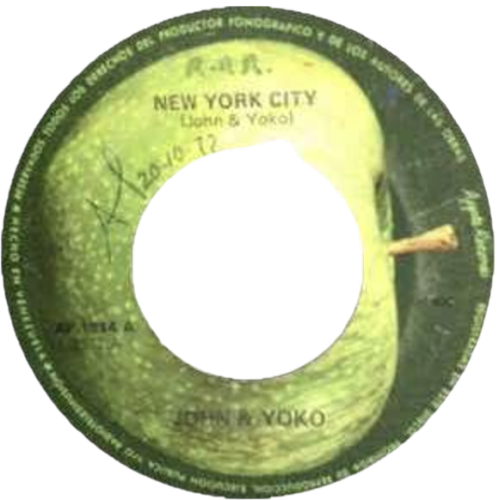
Label von der Single New York City

In Venezuela erschien 1972 die Single New York City / Angela.

## Chartplatzierungen
Album
| ChartsChartplatzierungen       | Höchstplatzierung | Wochen |
| ------------------------------ | ----------------- | ------ |
| Vereinigte Staaten (Billboard) | 48 (17 Wo.)       | 17     |
| Vereinigtes Königreich (OCC)   | 11 (6 Wo.)        | 6      |

Singles

| Jahr | Titel                            | Höchstplatzierung, Gesamtwochen, AuszeichnungChartsChartplatzierungen (Jahr, Titel, , Platzierungen, Wochen, Auszeichnungen, Anmerkungen) | Anmerkungen |
| Jahr | Titel                            | US | Anmerkungen |
| ---- | -------------------------------- | --- | --- |
| 1972 | Woman Is the Nigger of the World | US57 (5 Wo.)US | Erstveröffentlichung: 12. Mai 1972 als John Lennon/Plastic Ono Band with Elephant’s Memory and Invisible Strings |

## Veröffentlichungen von Frank Zappa
- Im Oktober 1992 veröffentlichte Frank Zappa die Liveaufnahmen mit John Lennon und Yoko Ono vom 6. Juni 1971 auf seinem Album Playground Psychotics in einer anderen Abmischung.[26] Zappa betitelte zwei der vier Lieder um: Jamrag wurde in zwei Titel unterteilt, in Say Please und Aaawk, Aü wurde in A Small Eternity with Yoko Ono umbenannt. Bei Say Please und Aaawk wurde Zappa als Mitkomponist aufgeführt, bei Scumbag wurde noch Howard Kaylan als weiterer Komponist erwähnt.
- Im April 2022 wurde das 8 CD-Album The Mothers 1971 veröffentlicht, der Auftritt auf CD 6 wurde als Fillmore East, New York City, NY, June 6, 1971 – Show 2 John & Yoko Encore Set betitelt und von Craig Parker Adams erneut abgemischt. Die CD enthält das ungekürzte Liveset mit John Lennon und Yoko Ono mit folgender Titelliste:[27]

1. Well (Walter Ward) – 9:02
2. Say Please (Live) (Zappa/Lennon/Ono) – 1:30
3. King Kong (Zappa) – 1:08
4. Aaawk (Zappa/Lennon/Ono) – 3:09
5. Scumbag  (Zappa/Kaylan/Lennon/Ono) – 5:52
6. A Small Eternity With Yoko Ono (Lennon/Ono) – 6:27